# Silnowo (gromada)
Silnowo – dawna gromada, czyli najmniejsza jednostka podziału terytorialnego Polskiej Rzeczypospolitej Ludowej w latach 1954–1972.
Gromady, z gromadzkimi radami narodowymi (GRN) jako organami władzy najniższego stopnia na wsi, funkcjonowały od reformy reorganizującej administrację wiejską przeprowadzonej jesienią 1954 do momentu ich zniesienia z dniem 1 stycznia 1973, tym samym wypierając organizację gminną w latach 1954–1972.
Gromadę Silnowo z siedzibą GRN w Silnowie utworzono – jako jedną z 8759 gromad na obszarze Polski – w powiecie szczecineckim w woj. koszalińskim na mocy uchwały nr 43/54 WRN w Koszalinie z dnia 5 października 1954. W skład jednostki weszły obszary dotychczasowych gromad Silnowo, Łączno, Ciemino, Śmiadowo, Dąbrowica i Krągi ze zniesionej gminy Krągi oraz obszary dotychczasowych gromad Pile i Uniemino ze zniesionej gminy Łubowo w tymże powiecie. Dla gromady ustalono 15 członków gromadzkiej rady narodowej.
31 grudnia 1959 do gromady Silnowo włączono obszar zniesionej gromady Juchowo (bez wsi Kucharowo i Jeziorki) w tymże powiecie.
31 grudnia 1968 do gromady Silnowo włączono wieś Jeleń ze zniesionej gromady Jelenino w tymże powiecie.
Gromada przetrwała do końca 1972 roku, czyli do kolejnej reformy gminnej. 1 stycznia 1973 w powiecie szczecineckim utworzono gminę Silnowo (zniesioną w 1994 roku).